# Kanton Dassel
Der Kanton Dassel bestand von 1807 bis 1813 im Distrikt Einbeck (Departement der Leine, Königreich Westphalen) und wurde durch das Königliche Dekret vom 24. Dezember 1807 gebildet. Dassel war von Umstruktierungen zur endgültigen Festsetzung des Zustands der Gemeinden im Departement der Leine vom 16. Juni 1809 betroffen. Nach diesem Dekret wurden das Vorwerk Hunnesrück und die Erichsburg aus dem Kanton entfernt sowie die Munizipalität Eilensen aufgelöst. Die aufgelöste Munizipalität ersetzten die beiden neuen Dörfer Merxhausen und Hellental. Zur Wahrung der Zahl der Munizipalitäten verlor Mackensen seine Eigenständigkeit und bildete mit dem neuen Ort Denkiehausen und Juliusburg eine Munizipalität. Hilwartshausen, das nach Auflösung von Eilensen verblieben war, bildete anstelle von Mackensen mit Relliehausen eine neue Munizipalität. Die Munizipalitäten Sievershausen und Abbecke/Friedrichshausen wurden zusammengelegt, sodass sich unten stehende Neugliederung ergab.

## Gemeinden
bis 1809
- Dassel, (zuvor im preußischen Hochstift Hildesheim) und Rittergut Juliusburg bis 1809 mit Vorwerk Hunnesrück und Erichsburg
- Mackensen
- Sievershausen und Relliehausen
- Abbecke und Friedrichshausen (bis 1809 eigenständig)
- Eilensen und Ellensen (bis 1809) und Hilwartshausen

ab 1809
- Dassel
- Sievershausen mit Abbecke und Friedrichshausen
- Relliehausen (von Sievershausen) und Hilwartshausen (aus aufgelöster Munizipalität Eilensen)
- Juliusburg (aus Munizipalität Dassel) mit Mackensen und Denkiehausen (neu)
- Merxhausen und Hellental (neu)